# マルセロ・メンデス
マルセロ・ロドルフォ・メンデス（Marcelo Rodolfo Méndez、1964年6月20日 - ）は、アルゼンチンの元男子バレーボール選手、指導者。

## 来歴
2009年にブラジルスーペルリーガのサダ・クルゼイロ (pt) の監督に就任し、2021年までの12シーズンで世界クラブ選手権で3回、南米クラブ選手権で7回、ブラジルリーグ6回の実績を上げた。
2018年からアルゼンチン代表監督を務め、2020年東京オリンピックでは史上2個目のオリンピックメダルとなる銅メダルに導いた。

## 人物
- 息子のニコラス (pt) はアルゼンチン代表選手、フアンは選手を経てアルゼンチン代表とヤストシェンブスキ・ヴェンギェル (pl) のアナリストを務める。

## 所属チーム

### 選手
- River Plate（1981-1988年）
- Fiat Ammauto Sala Consilina（1988-1990年）
- Jonica Volley（1990-1991年）
- River Plate（1991-1992年）

### 指導者
- River Plate 監督（1992-2004年）
- CVポルトル 監督（2004-2009年）
- スペイン男子代表 監督（2007-2008年）
- サダ・クルゼイロ (pt)  監督（2009-2021年）
- アルゼンチン男子代表 監督（2018-2024年）
- アセコ・レソヴィア (pl)  監督（2021-2022年）
- ヤストシェンブスキ・ヴェンギェル (pl)  監督（2022年-）